# クールラント軍集団
クールラント軍集団（クールラントぐんしゅうだん、ドイツ語: Heeresgruppe Kurland、英語: Army Group Courland）は、第二次世界大戦の東部戦線におけるドイツ国防軍の軍集団である。1944年のソビエト赤軍によるバルト海攻略作戦において、北方軍集団がクールラント半島で包囲されたことにより編成された（第16軍、第18軍が所属）。
クールラント軍集団はドイツ本国が無条件降伏するまで包囲戦に耐え抜いた。1945年5月8日23時に軍集団司令官カール・ヒルペルトは命令により、レニングラード方面軍司令官レオニード・ゴヴォロフに降伏。1945年5月9日の夕方までにクールラント軍集団の189,000人の将兵（42人の高級将校を含む）全員が投降した。

## 活動

### 設立
1944年10月10日、ソビエト赤軍はバルト海攻略作戦を発動、ネマン川そばでバルト海に至った。そのため、北方軍集団は中央軍集団と分断され、ドイツ軍26個師団、約200,000名の将兵がラトビア、クールラント半島に閉じ込められることとなり、のちにこの地での戦いはクールラント・ポケットと知られることとなる。
1945年1月25日、ナチス・ドイツ総統アドルフ・ヒトラーの命令により、軍集団の改名が行われ、北方軍集団はクールラント軍集団と改名されることとなった。
この名称変更で、北方軍集団がクールラント軍集団へ、中央軍集団が北方軍集団へ、A軍集団が中央軍集団へそれぞれ変更された。

### 包囲
クールラント軍集団は第16軍と第18軍で構成されており、これらはバルト海沿岸にあるUボート訓練基地を防衛する事が主目的であった。
ソビエト赤軍はクールラント軍集団に対しては本格的な攻撃を行わなかったため、終戦間際においてもその個々の戦力程度は不明であるが、24～31個師団が所属していた。しかし、その後の主戦線から取り残され、前面に強力なソビエト赤軍が存在し、なおかつ背後が海であったため、退却、転進は不可能であった。
1944年10月14日以降、クールラント軍集団では6つの大きな戦いが存在した。
1. 1944年10月15日～1944年10月22日
2. 1944年10月27日～1944年11月25日
3. 1944年12月23日～1944年12月31日
4. 1945年1月23日～1945年2月3日
5. 1945年2月12日～1945年2月19日
6. 1945年3月17日～1945年4月4日

1945年5月7日、ドイツ大統領カール・デーニッツはクールラント軍集団、最後の司令官カール・ヒルペルト大将にソビエト赤軍に降伏するよう命令した。ヒルペルトは配下の軍にメッセージを送った。「すべての部隊に！ゴヴォロフ元帥（原文はGovorodと誤記されている。正しくはGovorov）と5月8日14時に停戦に同意した。ただちに部隊に通知し、白旗をあげるように。クールラントの部隊の運命のために司令官は忠実で順序良く命令を実行することを期待する。」
5月8日、兵站部門の長、ラウサー少将はソビエト赤軍との交渉を行い、より良い降伏条件を得ることに成功、9日、ソビエト赤軍は軍集団のスタッフに尋問を開始した。その間、ソビエト赤軍はクールラント軍集団を拘束し始めていた。5月11日の終わりまでにはレニングラード方面軍はリガ湾とバルト海沿岸を掌握、クールラントを占領した。
9日～12日の間に将軍28名、将校5,083名を含む総勢140,408人が降伏した。同期間に引き渡された物資は、航空機75機、戦車・自走砲307両、砲門1,427門、迫撃砲557門、重機関銃3,879丁、小銃・軽機関銃52,887丁、装甲兵員輸送車219台、無線機310台、車両4,281台、牽引車両240台、輸送用台車3,442台、馬14,056匹であった。
5月23日、クールラント軍集団の武装解除が全て終了、合計約180,000名の将兵は拘束された。将校はNKVDに引き渡され、残りの大半はヴァルダイ丘陵の捕虜収容所へ送られた。

### その後
降伏後、クールラント軍集団の若干名が義勇軍として活動しようとした。これは第一次世界大戦終了間際にラトビアで発生した事に似ているが、第二次世界大戦終了間際の今回は多少、変則的であった。しかし、義勇軍の形成はソ連によって未然に防がれ、捕らえられた人々は許されることは決してなかった。ソ連は戦後、戦前のようにクールラントにドイツ人を住まわせる気など微塵もなかったからである。
降伏後、わずかなドイツ人、エストニア人、ラトビア人が拘束されることを逃れた。エストニア、ラトビア、リトアニアの独立主義者たちが自らの国を取り戻すためにゲリラ戦を行った。

## 司令官
- 1945年1月15日－1月27日－ロタール・レンデュリック
- 1945年1月27日－3月10日－ハインリヒ・フォン・フィーティングホフ
- 1945年3月10日－3月25日－ロタール・レンデュリック（再任）
- 1945年3月25日－5月8日－カール・ヒルペルト

## 文献
- May 09th 1945 (From the Soviet Information Bureau) part of the Russian News and Information Agency Novosti 60 anniversary of surrender project
- Dollinger, Hans.  The Decline and Fall of Nazi Germany and Imperial Japan, Library of Congress Catalogue Card Number 67-27047
- Willmott, H.P. et al. World War II, Dorling Kindersley Publishers Ltd, 2004